# ديفيد وارن (دبلوماسي)
ديفيد وارن (بالإنجليزية: David Warren)‏ هو دبلوماسي بريطاني، ولد في 1952.